# Michael Völkel (Autor)
Michael Völkel (* 3. Oktober 1969 in Wolfsburg) ist ein deutscher Journalist und Buchautor.

## Wirken
Michael Völkel studierte Politikwissenschaft, Germanistik und Psychologie. Sein Studium schloss er mit der Magisterarbeit Der Strukturelle Realismus und das Ende des Ost-West-Konfliktes als Magister (M.A.) ab. Von 1995 bis 2001 leitete er die Redaktion des Braunschweiger Stadtmagazins COCKTA!L. Er wirkte als Mitautor bei einem Buch und drei Lexika mit, arbeitet als freischaffender Journalist und Werbetexter. Er lebt in Braunschweig und trat mehrmals bei der Braunschweiger Lesebühne Bumsdorfer Auslese auf.

## Werke
- mit Karsten Weyershausen: Schade, dass du endlich weg bist. Das Trennungströstbuch. Schwarzkopf & Schwarzkopf, Berlin 2006, ISBN 3-89602-734-4.
- mit Marc Halupczok, Thomas Vielhorn, Florian Treiß: Das Lexikon der TV-Moderatoren. Anekdoten, Fakten und Sprüche aus 50 Jahren TV-Geschichte. Schwarzkopf & Schwarzkopf, Berlin 2003, ISBN 3-89602-524-4.
- mit Karsten Weyershausen, Andrea Fonk: Das Lexikon der Idole. Menschen, die Legende wurden – 100 Lebensläufe. Lexikon-Imprint-Verlag, Berlin 2001, ISBN 3-89602-500-7.
- mit Gerald Grote, Karsten Weyershausen, Klaus Rathje, Holger Reichard: Das Lexikon der prominenten Selbstmörder – mehr als 300 dramatische Lebensläufe: Van Gogh und Hemingway, (...),. Lexikon-Imprint-Verlag, Berlin 2000, ISBN 3-89602-265-2.